# Siegfried Weiß (Schauspieler)
Siegfried Weiß (* 18. April 1906 in Chemnitz; † 8. Oktober 1989 in Ost-Berlin) war ein deutscher Schauspieler.

## Leben und Karriere
Weiß begann seine Karriere als Film- und Fernsehdarsteller zu Beginn der 1950er Jahre in der DDR. Vor allem in den 1950er und 60er Jahren wirkte er in zahlreichen Produktionen der DEFA und des DDR-Fernsehens überwiegend in Nebenrollen mit. Er starb am 8. Oktober 1989 in Berlin.

## Filmografie (Auswahl)
- 1937: Sherlock Holmes
- 1951: Die Meere rufen
- 1953: Die Unbesiegbaren
- 1953: Die Störenfriede
- 1954: Kein Hüsung
- 1954: Alarm im Zirkus
- 1955: Die Häuser des Herrn Sartorius (Fernsehfilm)
- 1956: Der Teufelskreis
- 1956: Der Weg nach Füssen (Fernsehfilm)
- 1956: Der Geizige (Fernsehfilm)
- 1956: Zwischenfall in Benderath
- 1957: Die letzte Nacht (Fernsehfilm)
- 1957: Rivalen am Steuer
- 1957: Berlin – Ecke Schönhauser…
- 1957: Gejagt bis zum Morgen
- 1957: Spielbank-Affäre
- 1958: Tatort Berlin
- 1958: Der ehrliche Name
- 1958: Volpone (Fernsehfilm)
- 1958: Sympathien durch Infamien (Fernsehfilm)
- 1958: Das Lied der Matrosen
- 1958: Der Prozeß wird vertagt
- 1958: Professor Mamlock (Fernsehfilm)
- 1958: Sie kannten sich alle
- 1959: Der Weihnachtsmann lebt hinterm Mond (Fernsehfilm)
- 1959: Fernsehpitaval: Der Fall Jakubowski (Fernsehreihe)
- 1959: Erich Kubak
- 1959: Paul Eszterág schweigt (Fernsehfilm)
- 1960: Fernsehpitaval: Der Fall Hoefle
- 1960: Unsere Kraft
- 1960: Ich bin nicht mein Bruder (Fernsehfilm)
- 1960: Flucht aus der Hölle (Fernsehfilm)
- 1960: Der Henker richtet (Fernsehfilm)
- 1960: Licht unter der Tür (Fernsehfilm)
- 1960: Fernsehpitaval: Der Fall Dibelius – Schnoor
- 1961: Der Schatten (Fernsehfilm)
- 1961: Der Traum des Hauptmann Loy
- 1961: Mandragola (Fernsehfilm)
- 1962: Der Tod hat ein Gesicht
- 1962: Wohl dem, der lügt (Fernsehfilm)
- 1962: Josef und alle seine Brüder (Fernsehfilm)
- 1962: Tempel des Satans (Fernsehfilm)
- 1962: Mord ohne Sühne
- 1962: Frau Flinz (Fernsehfilm)
- 1963: Mord in Riverport (Fernsehfilm)
- 1963: Jetzt und in der Stunde meines Todes
- 1963: Das Stacheltier – Der Dieb von San Marengo
- 1963: Nebel
- 1963: Die Räuberbande (Fernsehfilm)
- 1963: Die Sommerfrische (Fernsehfilm)
- 1963: Die Spur führt in den 7. Himmel (TV-Film in fünf Teilen)
- 1963: Bonner Pitaval: Die Affäre Heyde-Sawade (Fernsehreihe)
- 1964: Das Stacheltier – Das blaue Zimmer
- 1964: …und immer wieder LEBEN (Fernsehfilm)
- 1965: Schlafwagen Paris–München (Fernsehfilm)
- 1965: Engel im Fegefeuer
- 1965: Der Staatsanwalt hat das Wort: Seriöser Erfinder sucht Teilhaber (Fernsehreihe)
- 1965: Solange Leben in mir ist
- 1965: Chronik eines Mordes
- 1966: Lebende Ware
- 1966: Flucht ins Schweigen
- 1966: Die Tage der Commune (Theateraufzeichnung)
- 1967: Der kurfürstliche Narr (Fernsehfilm)
- 1967: Television (Fernsehfilm)
- 1968: Der Mord, der nie verjährt
- 1968: Mohr und die Raben von London
- 1969: Kein schöner Amt in diesem Land (Fernsehfilm)
- 1969: Verschwörung (Fernsehfilm)
- 1969: Befreiung
- 1969: Die Dame aus Genua (Fernsehfilm)
- 1970: Meine Stunde Null
- 1970: KLK an PTX – Die Rote Kapelle
- 1971: Husaren in Berlin
- 1971: Verwandte und Bekannte (Fernsehfilm)
- 1972: Trotz alledem!
- 1973: Alarm am See (Fernsehfilm)
- 1973: Das zweite Leben des Friedrich Wilhelm Georg Platow
- 1974: Der aufhaltsame Aufstieg des Arturo Ui (Theateraufzeichnung)
- 1977: Zur See (Fernsehserie)
- 1978: Das Leben des Galileo Galilei (Fernsehfilm)
- 1979: Abschied vom Frieden (Fernsehserie)
- 1980: Komödianten-Emil
- 1982: Die Gerechten von Kummerow
- 1984: Romeo und Julia auf dem Dorfe
- 1984: Polizeiruf 110: Das vergessene Labor (Fernsehreihe)
- 1985: Die Leute von Züderow (Fernsehserie, Gastauftritt)

## Theater
- 1950: Vera Ljubimova: Schneeball  – Regie: Charlotte Küter (Theater der Freundschaft Berlin)
- 1951: Hedda Zinner: Spiel ins Leben – Regie: Hans Rodenberg (Theater der Freundschaft Berlin)
- 1953: Z. Ssolodar: Ferien am Waldsee – Regie: Gustav Wehrle (Theater der Freundschaft Berlin)
- 1953: Irina Karnauchowa/ Leonid Braussewitsch: Die feuerrote Blume (Wassermann) – Regie: Margot Gutschwager (Theater der Freundschaft Berlin)
- 1953: A. Sak/I. Kusnezow: Vorwärts, ihr Mutigen (Pauls Vater) – Regie: Paul Lewitt (Theater der Freundschaft Berlin)
- 1954: Maxim Gorki: Dostigajew und andere (Dostigajew) – Regie: Maxim Vallentin (Maxim-Gorki-Theater Berlin)
- 1955: Alexander Ostrowski: Der schöne Mann (Onkel) – Regie: Hans-Robert Bortfeldt (Maxim-Gorki-Theater Berlin)
- 1956: Johannes R. Becher: Der Weg nach Füssen – Regie: Maxim Vallentin (Maxim-Gorki-Theater Berlin)
- 1956: George Bernard Shaw: Die Häuser des Herrn Sartorius (Sartorius) – Regie: Erich-Alexander Winds (Maxim-Gorki-Theater Berlin)
- 1957: Friedrich Wolf: Die Matrosen von Cattaro (Fregattenkapitän) – Regie: Achim Hübner (Maxim-Gorki-Theater Berlin)
- 1957: Leonid Rachmanow: Stürmischer Lebensabend (Poleshajew) – Regie: Werner Schulz-Wittan (Maxim-Gorki-Theater Berlin)
- 1957: Maxim Gorki: Nachtasyl – Regie: Maxim Vallentin (Maxim-Gorki-Theater Berlin)
- 1958: Heiner Müller: Die Lohndrücker (Trakehner) – Regie: Hans Dieter Mäde (Maxim-Gorki-Theater Berlin)
- 1958: Hans Lucke: Kaution (Reeder Adamo) –Regie: Erich-Alexander Winds (Maxim-Gorki-Theater Berlin)
- 1958: Stefan Zweig: Volpone – Regie: Otto Tausig (Volksbühne Berlin)
- 1959: Bertolt Brecht: Der aufhaltsame Aufstieg des Arturo Ui – Regie: Manfred Wekwerth (Berliner Ensemble)
- 1961: Helmut Baierl: Frau Flinz (Kapitalist) – Regie: Manfred Wekwerth/Peter Palitzsch (Berliner Ensemble)
- 1962: Bertolt Brecht: Die Tage der Commune (Delescluze) – Regie: Manfred Wekwerth/Joachim Tenschert (Berliner Ensemble)
- 1964: Bertolt Brecht nach William Shakespeare: Coriolan – Regie: Manfred Wekwerth/Joachim Tenschert (Berliner Ensemble)
- 1965: Heinar Kipphardt: In der Sache J. Robert Oppenheimer (Sicherheitsausschuss) – Regie: Manfred Wekwerth/Joachim Tenschert (Berliner Ensemble)
- 1969: Wsewolod Wischnewski: Optimistische Tragödie – Regie: Manfred Wekwerth (Berliner Ensemble)
- 1970: Georg Büchner: Woyzeck (Hauptmann) – Regie: Helmut Nitzschke (Berliner Ensemble)
- 1971: Bertolt Brecht: Leben des Galilei (Herr Priuli) – Regie: Fritz Bennewitz (Berliner Ensemble)

## Hörspiele
- 1957: Wolfgang Schreyer: Das Attentat – Regie: Lothar Dutombé (Dokumentarhörspiel – Rundfunk der DDR)
- 1958: Günther Rücker: Bericht Nummer 1 – Regie: Günther Rücker (Hörspiel – Rundfunk der DDR)
- 1960: Richard Groß: Bankrott (Wilhelm König) – Regie: Edgar Kaufmann (Hörspiel – Rundfunk der DDR)
- 1960: Axel Kielland: Einer sagt nein (Generalmajor Herbert Bracken) – Regie: Wolfgang Brunecker (Hörspiel – Rundfunk der DDR)
- 1961: Rolf Schneider: Prozeß Richard Waverly (General Higgins) – Regie: Otto Dierichs (Hörspiel – Rundfunk der DDR)
- 1963: Rolf Schneider: Die Unbewältigten – Regie: Edgar Kaufmann (Hörspiel – Rundfunk der DDR)
- 1964: Heinz von Cramer: Die Ohrfeige – Regie: Hans Knötzsch (Hörspiel – Rundfunk der DDR)
- 1971: Bertolt Brecht: Die Tage der Commune (Delescluze) – Regie: Manfred Wekwerth/Joachim Tenschert (Hörspiel – Litera)
- 1975: Erik Knudsen: Not kennt kein Gebot oder der Wille Opfer zu bringen (Jacobsen) – Regie: Peter Groeger (Hörspiel – Rundfunk der DDR)
- 1976: Lia Pirskawetz: Das Haus am Park (Arbeiter) – Regie: Barbara Plensat (Hörspiel – Rundfunk der DDR)
- 1976: Adolf Glaßbrenner: Antigone in Berlin (Zuschauer im Parkett) – Regie: Werner Grunow (Hörspiel (Kunstkopf) – Rundfunk der DDR)
- 1980: Walter Püschel: Das Schulschwein – Regie: Maritta Hübner (Kinderhörspiel – Rundfunk der DDR)